# Stazione di Preganziol
La stazione di Preganziol è una fermata ferroviaria di superficie, dotata di due binari e sottopassaggio, situata a Preganziol. In vista del progetto SFMR è stata ristrutturata e dotata di parcheggio di scambio in Via Marconi, di pensiline caratteristiche (nei binari, per le biciclette e per il capolinea degli autobus) e di marciapiedi rialzati a 55 centimetri sul piano del ferro.

## Movimento
La stazione è servita da treni regionali svolti da Trenitalia nell'ambito del contratto di servizio stipulato con le regioni interessate.

## Servizi
La stazione dispone dei seguenti servizi:
- Biglietteria self service